# Jasika Nicole
Jasika Nicole   (Birmingham, 10 d'abril de 1980) és una actriu i il·lustradora estatunidenca. És famosa pel seu paper com l'agent de l'FBI Astrid Farnsworth a la sèrie de televisió Fringe de la cadena Fox. Ha participat a la sèrie Scandal com a Kim Munoz. Ha fet el paper de la cap de patologia, Carly Lever, a la sèrie dramàtica de la cadena ABC The Good Doctor.

## Carrera
Va estudiar teatre, dansa, veu i art d'estudi al Catawba College a Salisbury, Carolina del Nord.
L'any 2017, va posar la veu al personatge anomenat Reina a la sèrie animada d'Amazon Prime Video Danger & Eggs.
Actualment és la veu de Dana Cardinal al podcast Welcome to Night Vale. També interpreta el paper de Keisha, la protagonista i narradora del podcast Alice Isn't Dead, emès a la WTNV co-escrit amb Joseph Fink.

## Vida personal
Nicole és mestissa, i ha declarat que en créixer hi havia molt pocs personatges a la televisió amb els que se sentís identificada.
Nicole és lesbiana i es va casar amb la seva parella de sempre, la Claire J. Savage, el 5 d'octubre del 2013.
Dissenya i crea tota la seva roba, incloent-hi sabates, pantalons, jaquetes i roba interior.

## Filmografia

### Pel·lícules
| Any  | Títol                  | Personatge       |
| ---- | ---------------------- | ---------------- |
| 2006 | Take the Lead          | Egypt            |
| 2007 | Get Faamous            | Alicia           |
| 2010 | She's Out of My League | Wendy            |
| 2015 | Suicide Kale           | Billie Steinberg |
| 2016 | A New York Christmas   | Jasmine Taylor   |
| 2017 | Secondhand Love        | Mia              |

### Televisió
| Any       | Títol                           | Personatge        | Notes                                                                      |
| --------- | ------------------------------- | ----------------- | -------------------------------------------------------------------------- |
| 2005      | Law & Order: Criminal Intent    | Gisella           | Episode: "Scared Crazy"                                                    |
| 2007      | The Mastersons of Manhattan     | Penny             | Television film                                                            |
| 2008      | The Return of Jezebel James     | Dora              | 2 episodes                                                                 |
| 2008–2013 | Fringe                          | Astrid Farnsworth | Main cast                                                                  |
| 2013–2016 | Scandal                         | Kim Muñoz         | 7 episodes                                                                 |
| 2015      | Key & Peele                     | Girlfriend        | Episode: "Hollywood Sequel Doctor"                                         |
| 2015      | Major Crimes                    | Dolly Bowen       | Episode: "Thick as Thieves"                                                |
| 2015–2016 | Disengaged                      | Jess              | 2 episodes; web series                                                     |
| 2016      | Send Me: An Original Web Series | Woman / Lila      | 4 episodes; web series                                                     |
| 2017      | Hell's Kitchen                  | Herself           | Episode: "Fusion/Confusion"                                                |
| 2017      | Adventure Time                  | Frieda (voice)    | Episode: "Islands"                                                         |
| 2017      | Underground                     | Georgia           | 7 episodes                                                                 |
| 2017      | Justice League Action           | Vixen (voice)     | 2 episodes                                                                 |
| 2017      | Danger & Eggs                   | Reina             | 3 episodes                                                                 |
| 2017–2020 | The Good Doctor                 | Dr. Carly Lever   | Recurring role (seasons 1–2), 6 episodes Main role (season 3), 15 episodes |
| 2019      | Station 19                      | Mila              | Episode: "The Dark Night"                                                  |
| 2020      | Trash Truck                     | Usher             | Episode: "Movie Theatre"                                                   |
| 2021      | Punky Brewster                  | Lauren            |                                                                            |

### Altres mitjans
| Any          | Títol                        | Personatge            | Mitjà      | Notes                 |
| ------------ | ---------------------------- | --------------------- | ---------- | --------------------- |
| 2005         | Law & Order: Criminal Intent | Gisella (voice)       | Video game |                       |
| 2013–present | Welcome to Night Vale        | Dana Cardinal (voice) | Podcast    | Recurring, 9 episodes |
| 2016–2018    | Alice Isn't Dead             | Keisha (voice)        | Podcast    | Main role             |
| 2018         | The Bright Sessions          | Myra (voice)          | Podcast    | Bonus episode         |
| 2019         | Alt-Frequencies              | Kaya (voice)          | Video game |                       |